# Love Will Keep Us Together
Love Will Keep Us Together ist ein Lied, das von Neil Sedaka und Howard Greenfield geschrieben wurde. Die erste Aufnahme stammt von Sedaka aus dem Jahr 1973 und wurde als Single in Frankreich veröffentlicht. Das amerikanische Popduo Captain & Tennille coverten das Lied im Jahr 1975, wobei die instrumentale Begleitung fast ausschließlich von “Captain” Daryl Dragon kam, mit Ausnahme des Schlagzeugs, was von Hal Blaine gespielt wurde. Ihre Version wurde ein Welthit.

## Komposition
Sedaka regte an, die Hauptakkordfolge von „Do It Again“ von The Beach Boys abzukupfern und fügte eine Sequenz hinzu mit übermäßigen Akkorden, inspiriert von Al Green. Die Melodie wurde mit Diana Ross im Gedächtnis geschrieben. Greenfield schrieb den Text als eine von den beiden finalen Kollaborationen mit Sedaka (sie hatten sich wider ihren Willen dazu entschlossen, ihre Partnerschaft aufzugeben, da ihre Lieder nicht länger in kommerzieller Hinsicht überlebensfähig waren) neben „Our Last Song Together“, bevor Greenfield mit seinem Geschäftspartner Tory Damon nach Los Angeles umzog.

## Neil Sedaka Version
„Love Will Keep Us Together“ erschien erstmals auf dem Studioalbum The Tra-La Days Are Over von Neil Sedaka aus dem Jahr 1973, das nicht in den USA erschien. Seine Version des Liedes hatte ihr Debüt in den USA auf dem Sammelalbum Sedaka's Back von 1974.  In Westdeutschland war Sedakas Original ebenfalls enthalten als B-Seite von seinem 1976er Hit Love in the Shadows.
2009 nahm Neil Sedaka eine Parodie seines Liedes auf, die er in „Lunch Will Keep Us Together“ umbenannte, für seine erste Kinder-CD Waking Up Is Hard to Do.

## Mac und Katie Kissoon Version
„Love Will Keep Us Together“ hatte seine erste Single Veröffentlichung durch eine Aufnahme des Bruder und Schwester Gesangsduos Mac and Katie Kissoon in Großbritannien am 28. September 1973, aber es erreichte nicht die Musikcharts. Diese Version verfehlte den Einzug in die Charts ebenfalls in den USA im Februar 1974, aber sie wurde dennoch die erste Hitversion von „Love Will Keep Us Together“ aufgrund des Einzugs in die niederländischen Musikcharts im Herbst 1973, wo sie im Dezember Platz 12 erreichte.

## Captain & Tennille Version
„Love Will Keep Us Together“ war das Titellied und das erste Stück auf dem Debütalbum Love Will Keep Us Together des Gesangduos Captain & Tennille, obwohl „Captain“ Daryl Dragon ursprünglich gehofft hatte, diese Ehre würde der Darbietung des Duos von I Write the Songs gebühren. Die Single gelangte auf Platz 1, sowohl in den Billboard Easy Listening Charts wie auch den Billboard Popcharts, und hielt sich im letzteren an der Spitze für vier Wochen ab dem 21. Juni 1975. Sie wurde ebenfalls ein Tophit in den 1975 Jahresende Charts. In den USA wurde sie die meistverkaufte Single des Jahres 1975. „Love Will Keep Us Together“ wurde mit Gold ausgezeichnet von der RIAA und gewann ebenfalls den Grammy Award for Record of the Year 1975 am 28. Februar 1976.
Dragon und Tennille bestätigten das Urheberrecht von Sedaka wie auch sein Comeback Mitte der 1970er mit Einarbeitung der Phrase „Sedaka is back“ (Sedeka ist zurück) in das Fadeout des Liedes, in dem der Applaus der Studiomusiker zu hören ist. Ihrer Version verdanken Sedaka und Greenfield eine Nominierung für den Grammy Award for Song of the Year 1970. Zwanzig Jahre später im Jahr 1995 nahm das Duo das Lied erneut auf für ihre CD Twenty Years of Romance.

### „Por Amor Viviremos“ (Spanische Version)
Während „Love Will Keep Us Together“ die Charts im Sommer 1975 stürmte, veröffentlichten Captain & Tennille eine spanische Version des Liedes: „Por Amor Viviremos“. „Por Amor Viviremos“ gelangte auf Platz 49 in den Billboard Hot 100 Charts, was Captain & Tennille eine seltene Leistung des identischen Songs bescherte, in verschiedenen Sprachen und als separate Singles veröffentlicht (und nicht als A-Seite und B-Seite auf einer Single), die zeitgleich die Billboard Hot 100 erreichten. Die Chicago Radiostation WLS AM 890 benutzte die zwei Versionen, um eine spanglische Version des Liedes für ihre eigenen Rundfunkzwecke zu kreieren.
„Por Amor Viviremos“ erschien später im Mai 1976 auf dem Album Por Amor Viviremos, einer spanischen Stück-für-Stück Neuaufnahme ihres Albums Love Will Keep Us Together. Es ist ebenfalls auf dem Sammelalbum Ultimate Collection: The Complete Hits von Hip-O Records aus dem Jahr 2002 enthalten.

### Besetzung
- Daryl Dragon – Keyboard, Bass, Arrangement
- Hal Blaine – Schlagzeug, Congas
- Toni Tennille – Haupt- und Hintergrundgesang

### Chartplatzierungen
| ChartsChartplatzierungen       | Höchstplatzierung | Wochen |
| ------------------------------ | ----------------- | ------ |
| Vereinigte Staaten (Billboard) | 1 (23 Wo.)        | 23     |
| Vereinigtes Königreich (OCC)   | 32 (5 Wo.)        | 5      |

| ChartsJahrescharts (1975)      | Platzierung |
| ------------------------------ | ----------- |
| Vereinigte Staaten (Billboard) | 1           |

| ChartsJahrescharts (1958–2018) | Platzierung |
| ------------------------------ | ----------- |
| Vereinigte Staaten (Billboard) | 259         |

### Auszeichnungen für Musikverkäufe
| Land/Region               | Auszeichnungen für Musikverkäufe (Land/Region, Auszeichnung, Verkäufe) | Verkäufe  |
| ------------------------- | ---------------------------------------------------------------------- | --------- |
| Vereinigte Staaten (RIAA) | Gold                                                                   | 1.000.000 |
| Insgesamt                 | 1× Gold ·                                                              | 1.000.000 |

## Andere Versionen
- Andy Williams veröffentlichte eine Version im Jahr 1975 auf seinem Album The Other Side of Me.
- Ray Conniff und seine Sänger veröffentlichten das Medley „Love will Keep Us Together/How Sweet It Is (To Be Loved by You)“ auf Conniffs Album Love Will Keep Us Together (1975).[17]
- 1976 coverten The Tubes „Love Will Keep Us Together“ mit einem Live Show Stück auf dem Album T.R.A.S.H. (Tubes Rarities and Smash Hits).
- Wilson Pickett nahm „Love Will Keep Us Together“ im Jahr 1976 für die Veröffentlichung seines Studioalbums Chocolate Mountain auf, von dem es später als Single veröffentlicht wurde. Sie erreichte Nummer 69 auf den Billboard R&B Charts.
- In Sextette, einem Film von Mae West aus dem Jahr 1979, coverten West und Timothy Dalton die Melodie in einem Disco Stil.
- 1980 veröffentlichte Joy Division Love Will Tear Us Apart, eine Antwort[18] auf „Love Will Keep Us Together“.
- 1983 coverten The Circle Jerks „Love Will Keep Us Together“ als eine von den sechs Coverversionen auf Golden Shower of Hits (Jerks on 45), die auf ihrem dritten gleichnamigen Album enthalten ist.
- 1997 coverten Jimmy Scott und Flea das Lied auf dem Album Lounge-A-Palooza.
- 1999 coverte die französische Sängerin Sheila, international bekannt als Sheila B. Devotion ('Spacer' 1979), das Lied für ihr Album Dense. Das Lied wurde als CD und als 12-Zoll-Single veröffentlicht mit Remixversionen im Sommer 2000 (EMI France). Ebenfalls im Jahr 1999 veröffentlichte der kanadische Künstler für Tanzaufnahmen, Emjay, ein Cover von „Love Will Keep Us Together“ als eine Single ohne Album.
- Im Jahr 2000 führten Nickelback ein Cover aus dem Stegreif auf in Andrew Denton’s Musical Challenge auf dem australischen Radiosender Triple M Sydney. Nickelback fügten es später als einen Bonustrack auf einigen Versionen ihres Albums The Long Road aus dem Jahr 2003 hinzu.
- Im Jahr 2007 wurde das Lied von Lazlo Bane gecovert für ihr 1970s-Covers Album Guilty Pleasures.[19]
- Im Jahr 2010 coverte Sarah Geronimo das Lied für ihr Comedydrama Hating Kapatid.
- Im Jahr 2015 veröffentlichte Jim Boggia ein Video seines auf einer Ukulele basierenden Covers, das die Textzeile „Sedaka is back“ an das Ende anfügt.[20]